# Неклієвич Микола Корнелійович
Неклієвич Микола Корнелійович (5 лютого 1888, Миколаїв, Херсонська губернія – після 1938) — український військовий діяч. Капітан 2 рангу.

## Біографія
Народився у 1888 році в дворянській сім'ї на Поділлі. 
У 1911 році закінчив суднобудівне відділення Морського інженерного училища Імператора Миколи І. На 06.12.1915 року проходив службу в чині штабс-капітана корпусу суднобудівних інженерів. 
У 1917 р. очолював військову секцію Ради Української Чорноморської громади. З 1918 року начальник відділу кораблебудування Головної військово-морської технічної управи Морського міністерства Української Держави. 
З січня 1919 року – інженер-механік крейсера «Кагул» флоту Збройних Сил Півдня Росії. У січні-лютому 1920 перебував у розпорядженні командувача флотом УНР. У 1920 році повернувся до Севастополя і служив рульовим на шхуні «Орлик» Добровольчій армії. У 1921 році приїхав до Польської республіки і вступив у розпорядження Морської управи Військового міністерства УНР. 
З 1924 року жив у Французькій республіці де і помер після 1938 року.

## Автор
- Автор спогадів про український Чорноморський флот.